# تمنغكونغ موار
راجا تمنغكونغ موار  هو منصب نبيل يستخدم للإشارة إلى عائلة «داتو بشير راجا» ونسله، التي حكمت إمارة موار، والتي كانت جزءًا من سلطنة جوهر منذ منتصف القرن السابع عشر. وظلت إقطاعية متمركزة في سيغمات لمدة قرنين تقريبًا.